# Lachemilla achilleifolia
Lachemilla achilleifolia là loài thực vật có hoa trong họ Hoa hồng. Loài này được (J. Rémy) Rothm. mô tả khoa học đầu tiên năm 1937.